# Centre hospitalier spécialisé Albert-Bousquet
Le centre hospitalier spécialisé (CHS) Albert-Bousquet est un établissement public de psychiatrie et gériatrie créé en 1990 à Nouméa en Nouvelle-Calédonie. Il se situe dans la presqu'île de Nouville, mais comporte plusieurs annexes. 

## Historique
- 1868: création de l'hôpital du Marais, servant à soigner les transportés et déportés au bagne. Comme l'essentiel des établissements pénitentiaires à Nouméa sont installés sur l'île Nou, actuelle Nouville, c'est donc là que l'on construit l'hôpital.
- 1927: après l'abolition du bagne (en 1894 par le gouverneur Feillet), les derniers "bagnards" sont libérés et l'hôpital est cédé à la colonie, comme tous les autres bâtiments de l'administration pénitentiaire.
- 1936: l'hôpital est officiellement transformé en l'asile de Nouville.
- 1941: répondant à son passé d'hôpital pénitentiaire, l'asile prend en charge la gestion d'un camp d'internement.
- 1952: on entreprend de rénover les locaux afin de donner un hébergement plus décents aux malades et aux personnes âgées, l'asile se transformant peu à peu en hospice.
- 1990: devenu un établissement public à part entière, l'asile devient le centre hospitalier spécialisé Albert-Bousquet.

## Chiffres

### Capacité en lits
184 lits réparties en :
- gériatrie : 80 lits ;
- psychiatrie : 104 lits dont 60 en long séjour, 23 en pavillon administratif fermé et 21 en pavillon administratif ouvert.

### Capacité en places
82 places dont :
- 4 pour l'hospitalisation de nuit ;
- 25 pour l'hospitalisation de jour ;
- 14 en ateliers thérapeutiques ;
- 5 au centre d'accueil à temps partiel (CATP) ;
- 4 au foyer Réinsertion des anciens prisonniers dans une société accueillante ;
- 5 au CATP - centre d'aide pour les troubles liés à l'alcool (CATA) ;
- 25 places en pédopsychiatrie dont 15 places en hôpital de jour à l'Anse Vata et 10 places au CATP de Magenta.